# Euphorbia tithymaloides
Euphorbia tithymaloides är en törelväxtart som beskrevs av Carl von Linné. Euphorbia tithymaloides ingår i släktet törlar, och familjen törelväxter.

## Underarter
Arten delas in i följande underarter:
- E. t. angustifolia
- E. t. bahamensis
- E. t. jamaicensis
- E. t. padifolia
- E. t. parasitica
- E. t. retusa
- E. t. smallii
- E. t. tithymaloides

## Bildgalleri

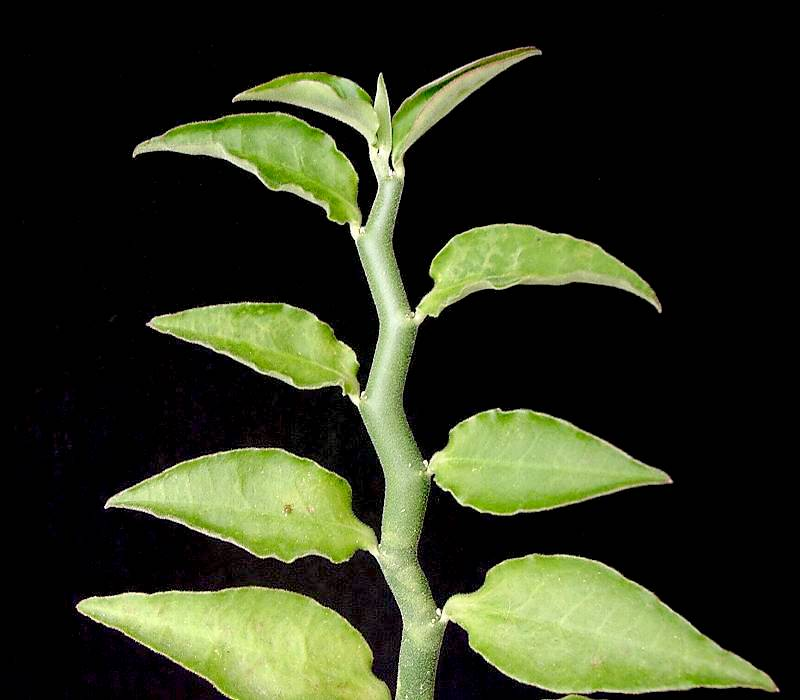
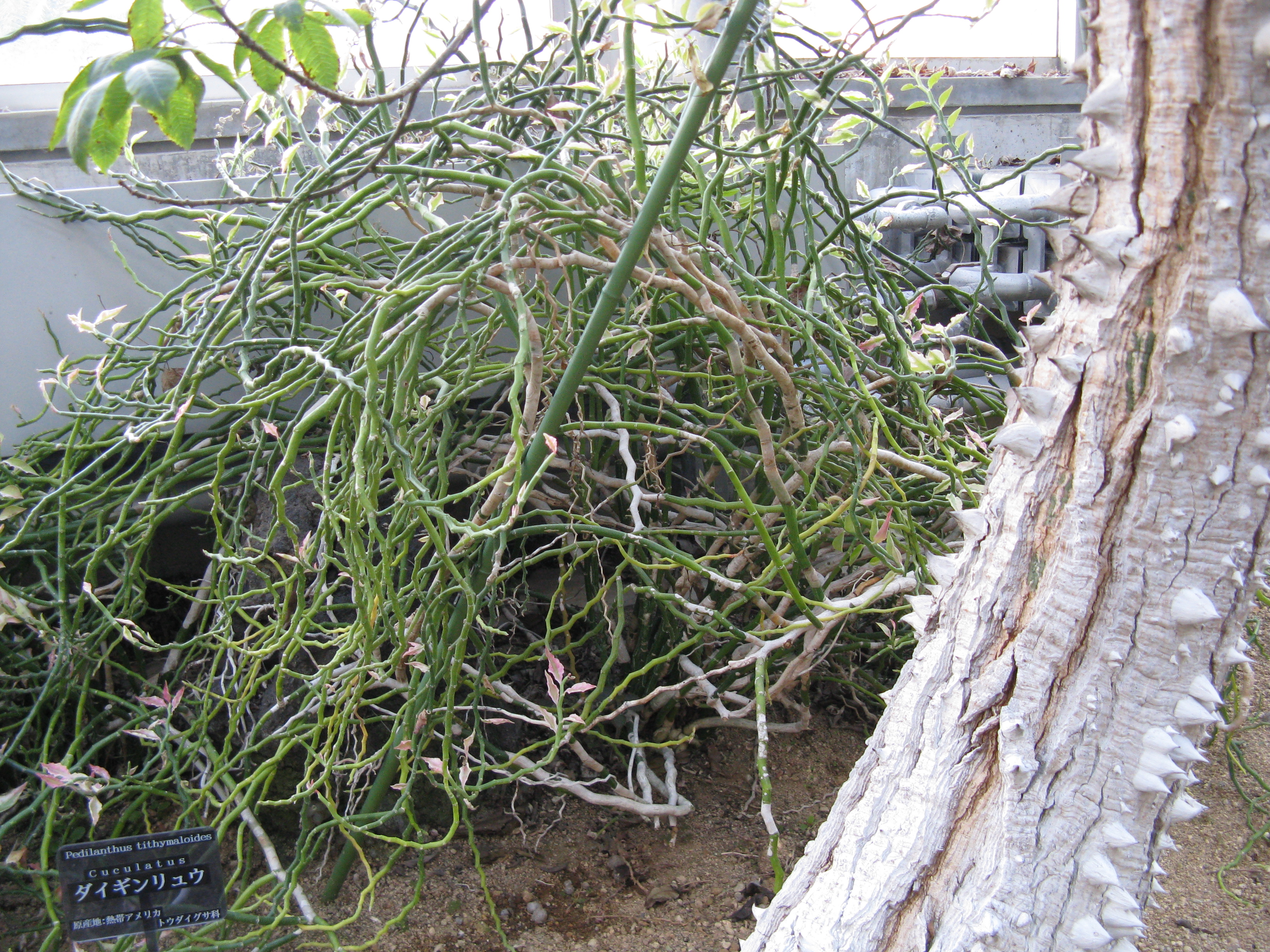
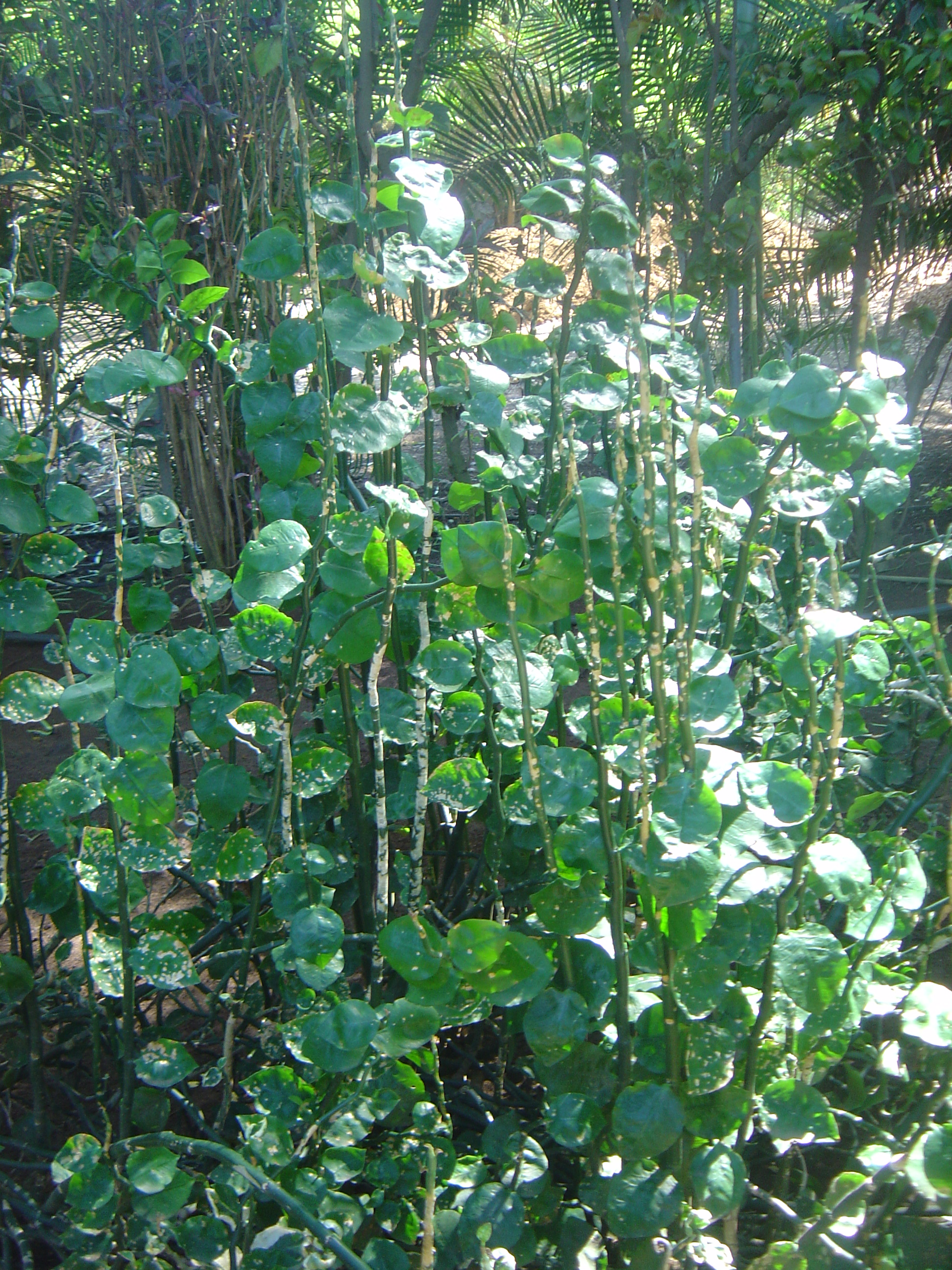
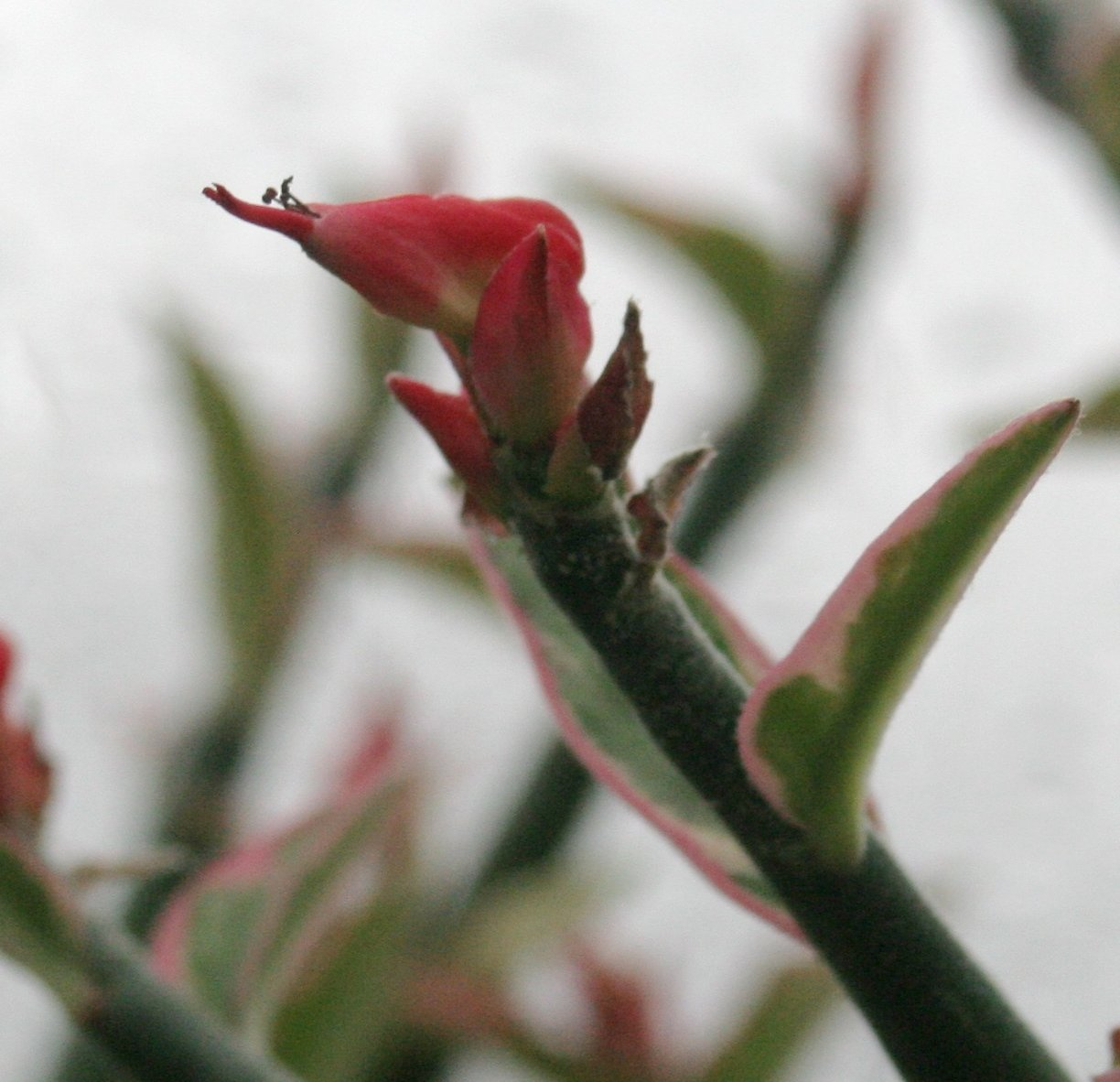
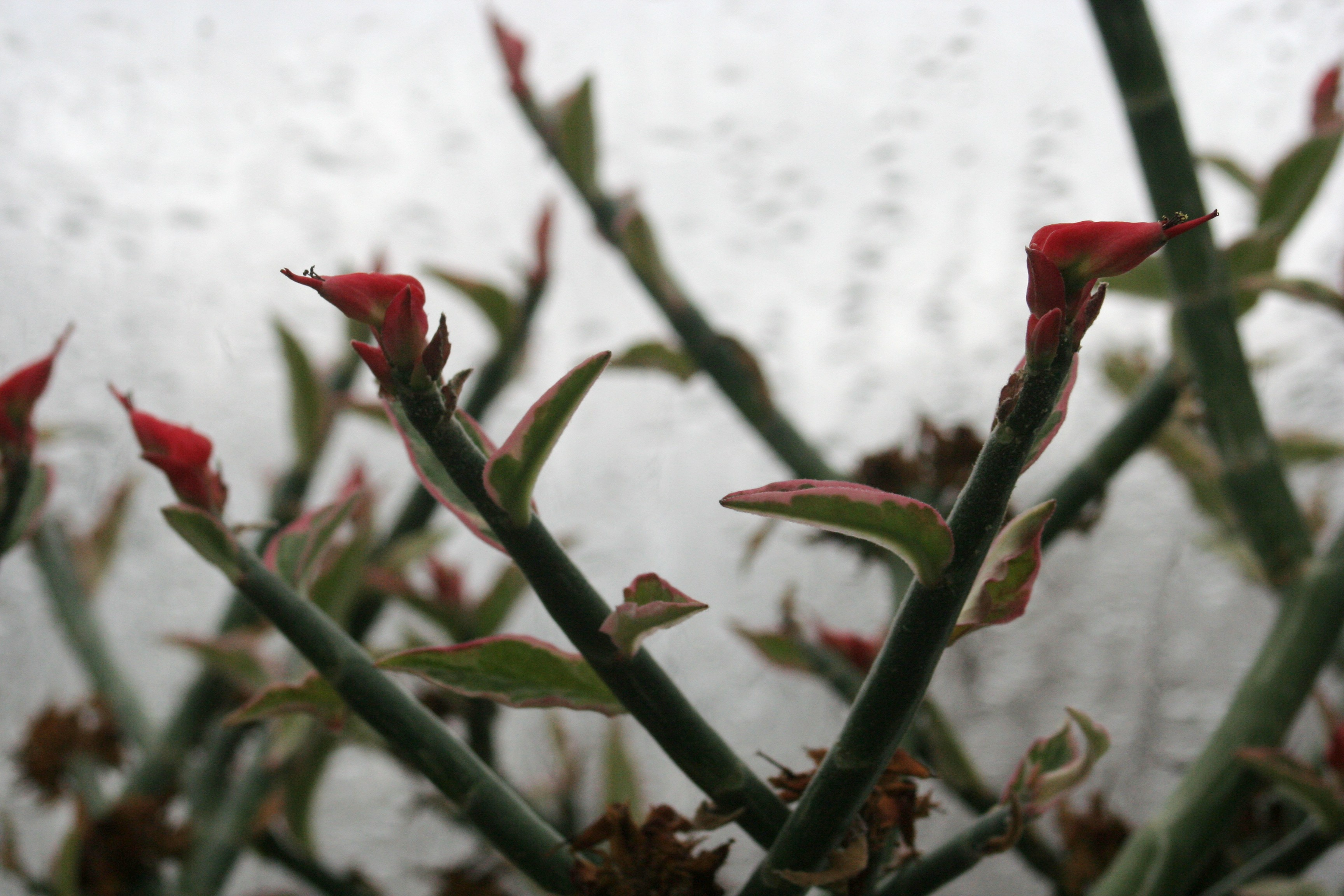
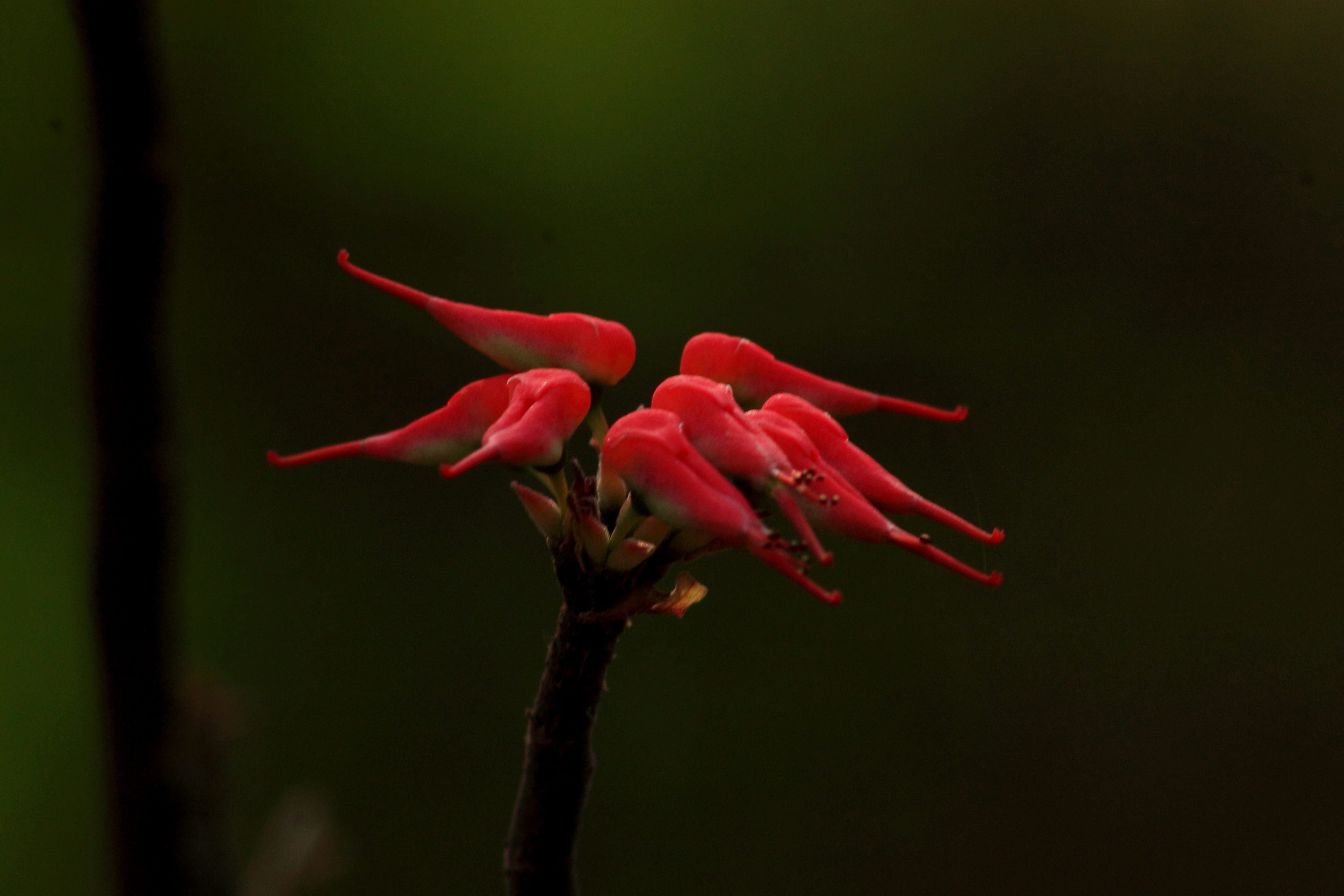